# Leichtathletik-Europameisterschaften 1958/Stabhochsprung der Männer

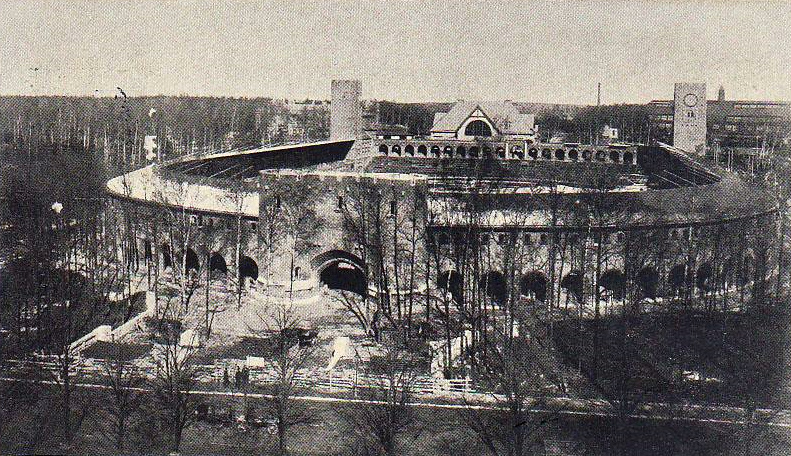
Ansichtskarte des Stockholmer Olympiastadions aus dem Jahr 1912

Der Stabhochsprung der Männer bei den Leichtathletik-Europameisterschaften 1958 wurde am 20. und 21. August 1958 im Stockholmer Olympiastadion ausgetragen.
Europameister wurde der finnische Titelverteidiger Eeles Landström. Er gewann vor dem Deutschen Manfred Preußger. Bronze ging an Wladimir Bulatow aus der Sowjetunion.

## Rekorde

### Bestehende Rekorde
| Weltrekord   | 4,78 m | Bob Gutowski       | Palo Alto, USA                              | 27. April 1957  |
| Europarekord | 4,60 m | Georgios Roumbanis | München, BR Deutschland (heute Deutschland) | 12. Juli 1958   |
| EM-Rekord    | 4,40 m | Eeles Landström    | EM Bern, Schweiz                            | 28. August 1954 |
| EM-Rekord    | 4,40 m | Ragnar Lundberg    | EM Bern, Schweiz                            | 28. August 1954 |

### Rekordverbesserung
Die drei erstplatzierten Athleten dieser Europameisterschaften verbesserten den Meisterschaftsrekord im Finale um zehn Zentimeter auf 4,50 Meter. Damit blieben sie nur zehn Zentimeter unter dem Europa- und 28 Zentimeter unter dem Weltrekord.
- Eeles Landström, Finnland – Europameister
- Ragnar Lundberg, Schweden – Vizeeuropameister
- Wladimir Bulatow, Sowjetunion – EM-Dritter

## Qualifikation
21. August 1958, 13.30 Uhr
Die 26 Teilnehmer traten zu einer gemeinsamen Qualifikationsrunde an. Die Qualifikationshöhe für den direkten Finaleinzug betrug 4,15 m. 21 Athleten übersprangen diese Marke (hellblau unterlegt) und traten am nächsten Tag gemeinsam zum Finale an. Nur fünf Teilnehmer scheiterten in der Qualifikation und es ist nicht klar, wieso bei dieser Konstellation, bei der sich allzu viele Athleten für das Finale qualifizierten und die es in fast allen Sprung- und Wurfdisziplinen gab, überhaupt Qualifikationen durchgeführt wurden.
| Platz | Name                 | Nation         | Höhe (m) |
| ----- | -------------------- | -------------- | -------- |
| 1     | Valbjörn Þorláksson  | Island         | 4,15     |
| 1     | Zenon Ważny          | Polen          | 4,15     |
| 1     | Georgios Roumbanis   | Griechenland   | 4,15     |
| 1     | Edmondo Ballotta     | Italien        | 4,15     |
| 1     | Manfred Preußger     | Deutschland    | 4,15     |
| 1     | Lennart Lind         | Schweden       | 4,15     |
| 1     | Eeles Landström      | Finnland       | 4,15     |
| 1     | Roman Lešek          | Jugoslawien    | 4,15     |
| 1     | Victor Sillon        | Frankreich     | 4,15     |
| 1     | Andrzej Krzesiński   | Polen          | 4,15     |
| 1     | Ragnar Lundberg      | Schweden       | 4,15     |
| 1     | Paul Coppejans       | Belgien        | 4,15     |
| 1     | Peter Laufer         | Deutschland    | 4,15     |
| 1     | Wladimir Bulatow     | Sowjetunion    | 4,15     |
| 1     | Witali Tschernobai   | Sowjetunion    | 4,15     |
| 1     | Leon Lukman          | Jugoslawien    | 4,15     |
| 1     | Geoff Elliott        | Großbritannien | 4,15     |
| 1     | Matti Sutinen        | Finnland       | 4,15     |
| 1     | Andreas Larsen-Nyhus | Norwegen       | 4,15     |
| 1     | János Horváth        | Ungarn         | 4,15     |
| 1     | Rigas Efstatiadis    | Griechenland   | 4,15     |
| 22    | Richard Larsen       | Dänemark       | 4,00     |
| 23    | Josef Bauer          | Österreich     | 3,80     |
| 23    | Raymond Van Dijck    | Belgien        | 3,80     |
| 23    | Heiðar Georgsson     | Island         | 3,80     |
| 23    | Bernard Balastre     | Frankreich     | 3,80     |

## Finale

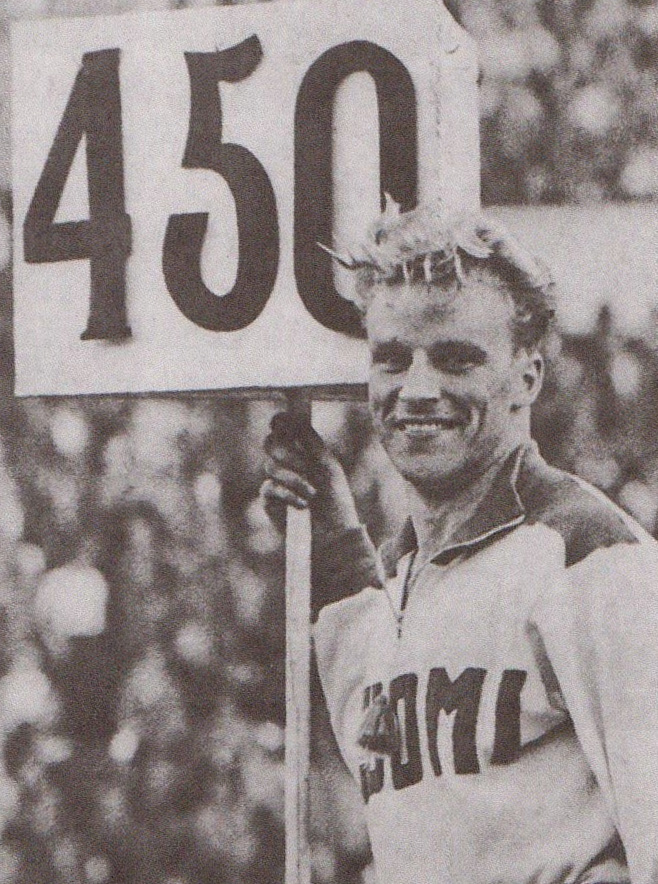
Titelverteidiger Eeles Landström war auch hier in Stockholm erfolgreich

22. August 1958, 14.00 Uhr
| Platz | Name                 | Nation         | Höhe (m) |
| ----- | -------------------- | -------------- | -------- |
| 1     | Eeles Landström      | Finnland       | 4,50 CR  |
| 2     | Manfred Preußger     | Deutschland    | 4,50 CR  |
| 3     | Wladimir Bulatow     | Sowjetunion    | 4,50 CR  |
| 4     | Lennart Lind         | Schweden       | 4,40     |
| 5     | Zenon Ważny          | Polen          | 4,30     |
| 6     | Witali Tschernobai   | Sowjetunion    | 4,30     |
| 7     | Leon Lukman          | Jugoslawien    | 4,30     |
| 8     | Peter Laufer         | Deutschland    | 4,30     |
| 9     | Roman Lešek          | Jugoslawien    | 4,30     |
| 10    | Andrzej Krzesiński   | Polen          | 4,20     |
| 10    | Ragnar Lundberg      | Schweden       | 4,20     |
| 12    | János Horváth        | Ungarn         | 4,20     |
| 13    | Edmondo Ballotta     | Italien        | 4,20     |
| 14    | Valbjörn Þorláksson  | Island         | 4,20     |
| 15    | Victor Sillon        | Frankreich     | 4,20     |
| 15    | Andreas Larsen-Nyhus | Norwegen       | 4,20     |
| 17    | Geoff Elliott        | Großbritannien | 4,15     |
| 18    | Georgios Roumbanis   | Griechenland   | 4,10     |
| 19    | Matti Sutinen        | Finnland       | 4,00     |
| 19    | Rigas Efstatiadis    | Griechenland   | 4,00     |
| 21    | Paul Coppejans       | Belgien        | 4,00     |

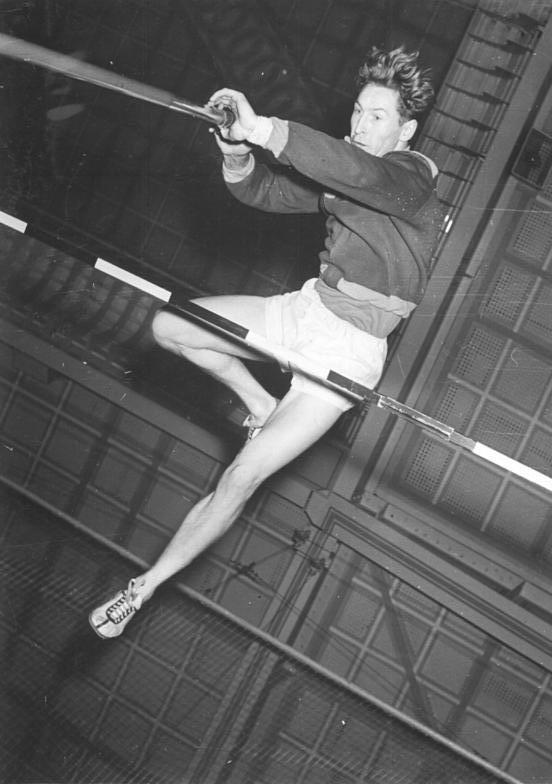
Vizeeuropameister Manfred Preußger
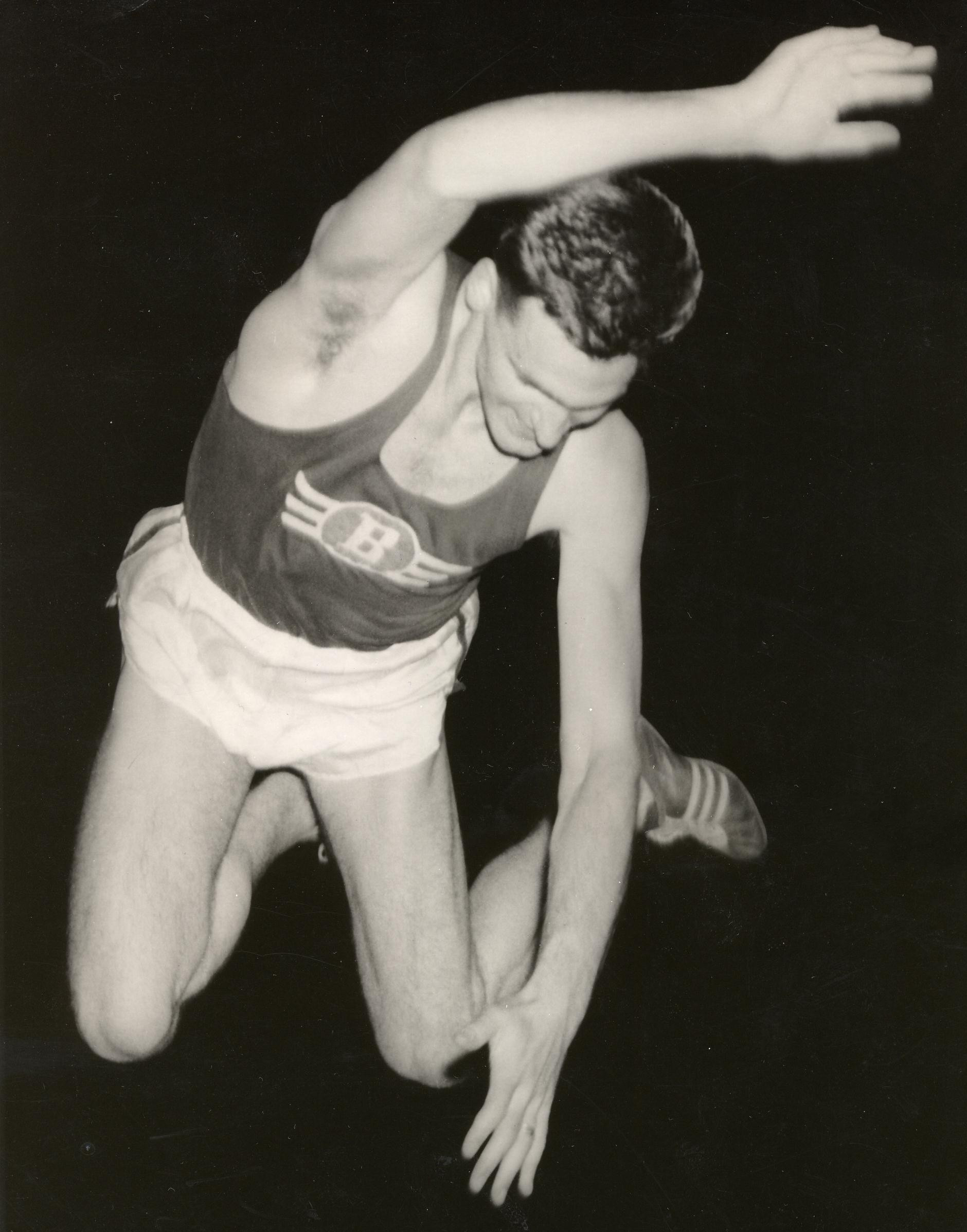
Lennart Lind kam auf den vierten Platz
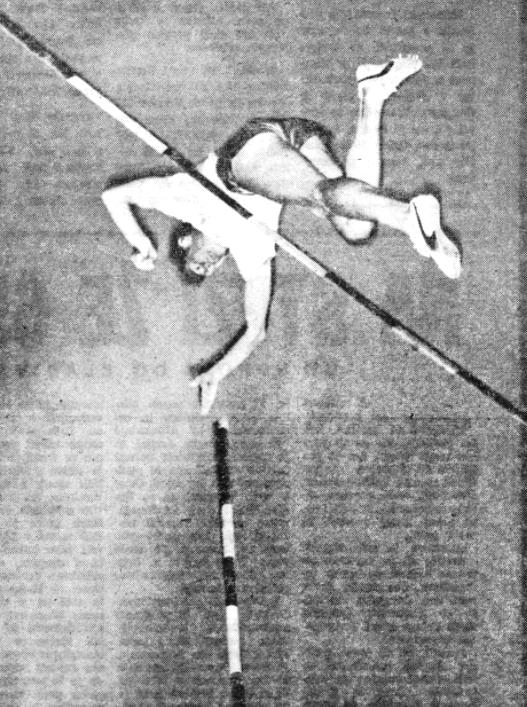
Roman Lešek belegte Rang neun
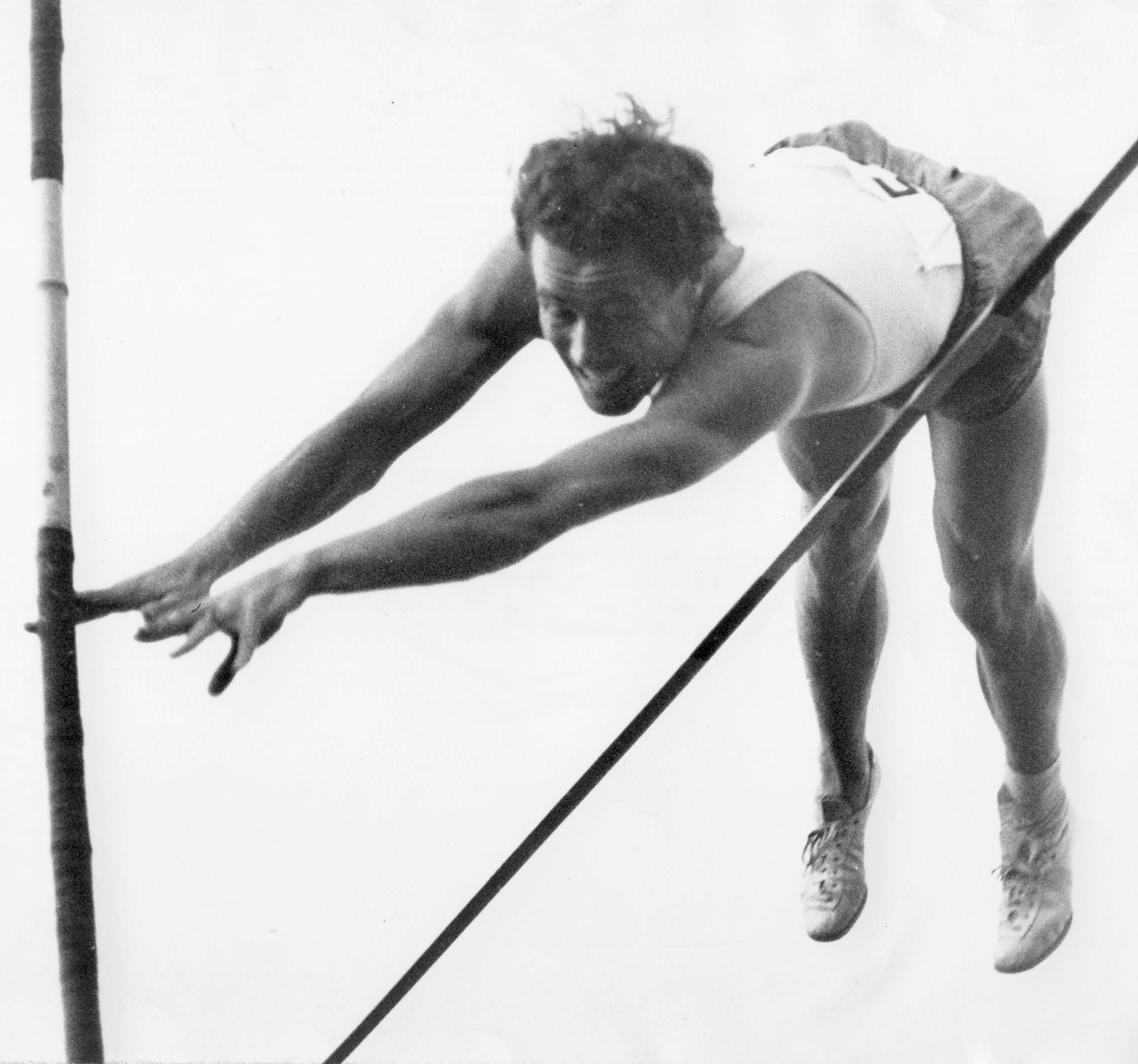
Ragnar Lundberg – Europameister von 1950 und Vizeeuropameister von 1954 – wurde in diesem Finale Zehnter